# Mylohyus nasutus
Mylohyus nasutus és una espècie extinta de mamífer artiodàctil de la família dels pècaris (Tayassuidae) que visqué a Nord-amèrica durant el Plistocè, fa entre 12.000 i 1,8 milions d'anys. Se n'han trobat fòssils en nombrosos estats dels Estats Units. Atenyia una alçada de 75 cm i un pes de 67 kg. Tenia el rostre allargat i les potes llargues i esveltes. A diferència de Platygonus compressus, devia ser un animal solitari que evitava les coves. El seu nom específic, nasutus, significa 'nassut' en llatí.